# Vals-le-Chastel
Vals-le-Chastel település Franciaországban, Haute-Loire megyében. Lakosainak száma 39 fő (2022. január 1.). Vals-le-Chastel Frugières-le-Pin, Montclard, Saint-Didier-sur-Doulon és Saint-Préjet-Armandon községekkel határos.

## Népesség
A település népessége az elmúlt években az alábbi módon változott:
| Lakosok száma | 63   | 46   | 44   | 50   | 45   | 44   | 44   | 43   | 42   | 39   |
|               | 1968 | 1982 | 1990 | 2006 | 2013 | 2015 | 2017 | 2019 | 2020 | 2022 |